# Sindbad il marinaio

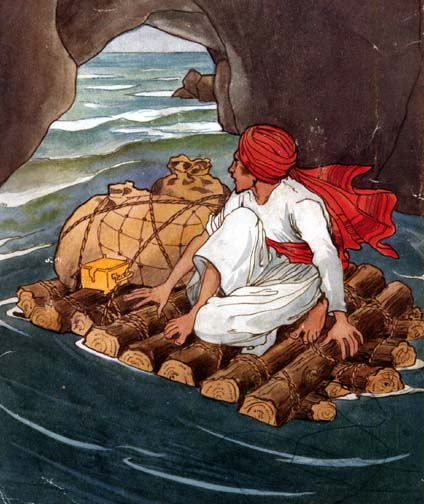
Illustrazione di Sindbād il marinaio

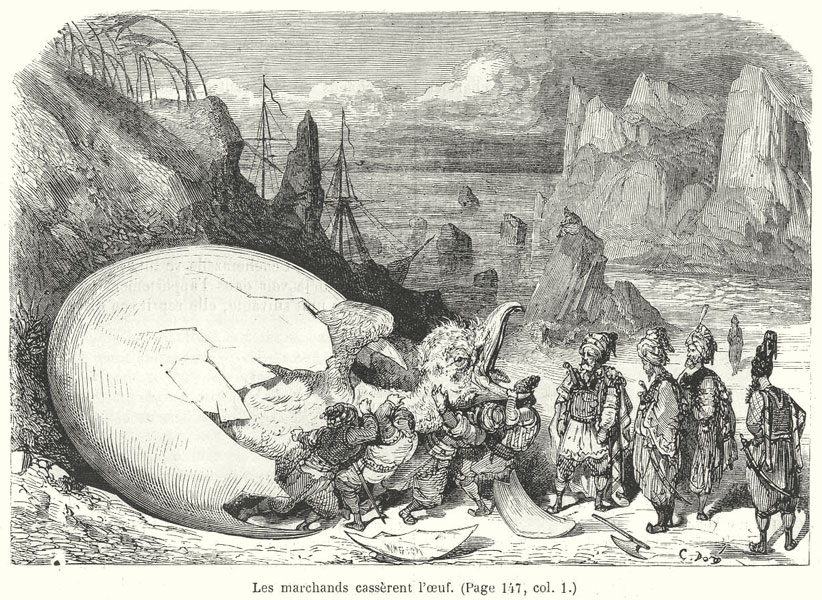
Il quinto viaggio di Sindbād: l'uovo del Roc.

Sindbad il marinaio (più correttamente Sindbād, dal persiano سندباد, Sind-bād, talvolta anche Sindibād, spesso semplificato in Sinbad o Simbad) è il personaggio protagonista di una leggendaria storia di origine araba che narra di un marinaio ai tempi del Califfato abbaside (750-1258) e delle sue fantastiche avventure durante i viaggi nell'Africa orientale e nell'Asia meridionale, durante le quali incontra luoghi magici, mostri e fenomeni soprannaturali. I racconti sono in parte basati sull'esperienza dei navigatori nell'Oceano Indiano, in parte sulla poesia antica (compresa l'Odissea di Omero), in parte sulle collezioni di mirabilia di origine indiana e persiana. Non c'è ancora un'etimologia del nome Sindbād che sia universalmente accettata, ma è abbastanza probabile che esso sia ricollegabile alla regione del Sind e alla parola persiana bād (respiro). Tali avventure sono contenute all'interno della celebre raccolta de Le mille e una notte, dove vengono narrate dalla giovane Shahrazād al sultano Shāhriyār, costituendo un'aggiunta successiva rispetto al nucleo originario di racconti.
Il nome di Sindbad il marinaio è diventato un riferimento culturale. Per esempio, nel romanzo Il conte di Montecristo, Simbad il marinaio è uno degli pseudonimi utilizzati da Edmond Dantès dopo la sua uscita di prigione.

## I racconti

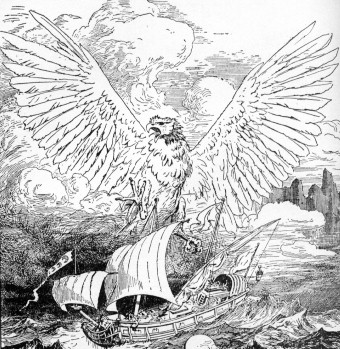
Roc, il grande uccello, distrugge l'imbarcazione di Sindbād.

### L'ambientazione: Hindbād il Facchino e Sindbād il Marinaio
Alla fine della 536ª notte, Shahrazād narra l'ambientazione dei racconti di Sindbād: ai tempi di Hārūn al-Rashīd, califfo di Baghdad, un facchino nullatenente (un uomo che trasporta dei beni per conto altrui al mercato e in città) si ferma su una panca a riposare fuori del cancello della villa di un ricco mercante e si lamenta con Allah dell'ingiustizia del mondo, dove i ricchi vivono tra gli agi mentre egli deve lavorare duramente e nonostante ciò rimanere povero.
Il padrone della casa ode le lamentele del facchino e lo manda a chiamare. Si scopre che entrambi si chiamano Sindbād. Il ricco Sindbād riferisce al Sindbād povero che egli divenne ricco, grazie alla fortuna e al favore del destino, nel corso di sette meravigliosi viaggi, che inizia così a narrare.

### Il primo viaggio di Sindbād il Marinaio
Dopo aver dissipate le ricchezze lasciategli dal padre, Sindbād inizia ad andar per mare per recuperare la propria fortuna. Scende a terra su quella che egli ritiene essere un'isola, ma questa si rivela un pesce gigante su cui degli alberi hanno messo radici (questa creatura è nota anche come Balena-isola). Il pesce si immerge negli abissi e la nave riparte senza Sindbād, che si salva la vita solo grazie a un barile che passa per caso nelle sue vicinanze, inviato per grazia di Allah. Sospinto a terra su un'isola, il re di questa lo prende sotto la sua protezione e lo nomina capitano del porto. Un bel giorno la nave di Sindbād arriva al porto ed egli reclama i suoi beni, ancora nella stiva della nave. Il re dell'isola gli dà preziosi regali e Sindbād fa ritorno a Baghdad, dove riprende una vita di lussi e piaceri. Alla fine del racconto Sindbād il Marinaio regala a Sindbād il Facchino cento monete d'oro, per ringraziarlo di essersi preso cura di lui.

### Il secondo viaggio di Sindbād il Marinaio
Nel secondo giorno in cui Sindbād il Marinaio narra la sua storia (ma già la 549ª notte per Shahrazād, che ha interrotto il suo racconto ogni mattina per stuzzicare l'interesse del re omicida), si racconta di come iniziò a sentirsi insoddisfatto della sua vita di svaghi e s'imbarcò nuovamente «posseduto dal desiderio di viaggiare nel mondo degli uomini e di visitare le loro città e isole». Per disgrazia abbandonato dai suoi compagni di bordo, si trovò arenato in un'inaccessibile valle di serpenti giganti e ancor più enormi uccelli, i roc, che se ne cibano.
Il suolo della valle è tappezzato di diamanti e i mercanti li raccolgono gettando enormi pezzi di carne che gli uccelli portano al nido, da dove poi gli uomini li scacciano per appropriarsi dei diamanti rimasti attaccati alla carne. L'astuto Sindbād si lega un pezzo di carne alla schiena, sicché viene trasportato in un nido insieme a un sacco di preziose gemme. Soccorso nel nido dagli altri mercanti, fa ritorno a Baghdad con una fortuna in diamanti, non prima di aver visto molte meraviglie lungo la via.

### Il terzo viaggio di Sindbād il Marinaio
Dopo essere tornato dal secondo viaggio, Sindbād rimase a Baghdad per qualche giorno. Venne colto dal desiderio di intraprendere nuove avventure, dopo aver visto una scialuppa a Bassora con tanti marinai e mercanti condividenti il desiderio di arricchirsi. Una volta salpati il capitano annunciò che il vento li aveva portati fuori rotta e che erano nei pressi del Monte delle Scimmie. All'improvviso molte di loro attaccarono l'imbarcazione gettando in mare uomini e mercanzie. La nave scomparve e gli uomini sopravvissuti rimasero abbandonati sulla spiaggia e per giorni si cibarono di frutti raccolti sugli alberi e bevvero dai ruscelli.
Un giorno scorsero un castello, si avventurarono al suo interno dove trovarono numerose ossa umane, di certo non era un buon segno. Il mattino seguente giunse una creatura mostruosa, un gigante con un occhio solo e le orecchie da elefante (simile a un ciclope della mitologia greca). Quest'ultima, affamata, si mangiò il capitano come fosse uno spiedino, infilandogli nel sedere uno spiedo e facendoglielo uscire dalla testa. Fece così per altre due volte. La quarta volta Sindbād escogitò un piano per ucciderlo. Costruirono una zattera in modo tale da scappare non appena il mostro fosse morto accecato da un bastone appuntito e rovente. E così fu. I superstiti, dopo essere fuggiti, si ritrovarono in mare solo in tre, perché un altro gigante venuto in soccorso dell'altro iniziò lanciare massi alla cieca uccidendo la gran parte dell'equipaggio rimasto.
Il giorno seguente i venti gettarono su un'isola i tre uomini. La sera, stanchi, furono colti di sorpresa dal sibilo di un serpente, che in men che non si dica si divorò un uomo in un solo boccone. E così fece la sera seguente con il penultimo sopravvissuto. Sindbād per evitare di essere divorato si costruì una gabbia intorno a sé, fissando dei legni sulle gambe, braccia e testa in modo da essere impenetrabile. La sera seguente arrivò il serpente.

### Il quarto viaggio di Sindbād il Marinaio
Sindbād va a imbarcarsi in un porto della Persia ma, in breve, la sua nave fa naufragio contro gli scogli. Insieme ad altri compagni si salva su un'isola vicina dove, però, i naufraghi incontrano dei cannibali che li drogano con un'erba e poi iniziano a rimpinzarli con del riso all'olio per farli ingrassare. Sindbād capisce tutto, non mangia l'erba, fa solo finta di mangiare il riso, così resta magro e i cannibali si mangiano i suoi compagni ma non lui. Di più, riesce addirittura a scappare senza che i mangia-uomini se la prendano più di tanto e, dopo qualche giorno di cammino, incontra degli arabi che stanno raccogliendo del pepe. Chiede loro un passaggio ed essi lo imbarcano sulla loro nave e lo portano sulla loro isola. Qui il re dell'isola lo prende in simpatia e gli offre in moglie una dama della sua corte e Sindbād accetta. Tuttavia ha sempre voglia di tornare a Baghdad, anche perché, tra l'altro, è venuto a conoscenza di una strana usanza del luogo: quando muore un coniuge, l'altro coniuge viene sepolto vivo insieme al coniuge morto.
Naturalmente la moglie di Sindbād muore di lì a poco, e Sindbād viene sepolto con lei, calato dalla sommità di una montagna dentro una grande caverna simile ad un enorme pozzo, con solo una brocca d'acqua e sette pagnotte. Finita acqua e pagnotte, mentre si prepara ormai a morire di fame, viene calato nel pozzo-caverna il cadavere di un uomo insieme a quello della moglie viva, rifornita con acqua e pagnotte. Sindbād non ci pensa su, prende un grosso osso e con quello ammazza la donna e si rifocilla con acqua e pagnotte. Poi viene calata una morta insieme a un vivo. Altre botte e altre pagnotte. E avanti così. Un giorno sente dei rumori di passi e un respiro (sono quelli di un animale, capirà poi), li segue e, da una breccia nella roccia, si ritrova in riva al mare, alla base della montagna nella quale era stato calato. Torna nel pozzo-caverna a togliere ai cadaveri più gioielli che può, torna in riva al mare, chiede un passaggio a una nave in transito e torna a Baghdad ricco sfondato.

### Il quinto viaggio di Sindbād il Marinaio
Non riuscendo a rimanere a Baghdad nemmeno questa volta, Sindbād compra delle merci, le trasporta al più vicino porto dove, per non dover dipendere da nessuno, questa volta si fa costruire una nave tutta sua. Carica anche le merci di altri mercanti e salpano tutti insieme e dopo una lunga navigazione approdano su un'isola dove vedono un gigantesco uovo di roc con il piccolo roc che dall'interno sta cercando di rompere il guscio col becco. Gli altri mercanti, affamati, rompono l'uovo a colpi d'ascia, ammazzano il roc e lo fanno arrosto. Finito il banchetto, appaiono in cielo i genitori del roc. Visto che fine ha fatto il loro piccolo, prendono col becco due massi enormi e li fanno cadere sulla nave che cola a picco. Sindbād si salva a nuoto su un'isola che è piena di alberi da frutta e di ruscelli dalle acque cristalline e qui, dopo aver mangiato e bevuto, si addormenta. Il giorno dopo incontra un vecchio piuttosto malconcio che gli chiede di aiutarlo ad attraversare un ruscello.
Sindbād se lo carica sulle spalle ma, a quel punto, il vecchio, non più malconcio, anzi fortissimo, serra con le sue gambe come in una morsa il collo di Sindbād e lo trasforma per giorni e giorni nel suo mezzo di trasporto preferito per cogliere frutti dagli alberi più alti, fino a quando Sindbād non vede una zucca vuota, la riempie di succo d'uva, la lascia in un certo posto a fermentare, fa finta di ritornarci per caso giorni dopo, assaggia il vino, il vecchio gli chiede di berne pure lui, se lo scola tutto, cade per terra ubriaco e Sindbād gli schiaccia la testa con un grosso sasso. Finalmente libero, chiede un passaggio a una nave che si era fermata all'isola a far provvista d'acqua e di frutta. Una volta a bordo, un mercante gli consiglia di darsi alla raccolta delle noci di cocco in una foresta vicino alla sua città e Sindbād accetta e ne raccoglie tantissime, facendosele tirare in risposta dalle scimmie che prende a sassate. Salpa per un'altra isola dove scambia le noci di cocco con pepe e legno d'aloe, e paga dei tuffatori per pescargli delle perle. Torna a Bassora e da lì a Baghdad, vende pepe, legno d'aloe e perle, e fa un sacco di soldi.

### Il sesto viaggio di Sindbād il Marinaio
Dopo un anno di riposo, Sindbād riparte. Attraversata la Persia e buona parte dell'India va ad imbarcarsi su una buona nave, però, anche stavolta, dopo una prima parte di navigazione tranquilla, il capitano smarrisce la rotta e la nave si ritrova in un punto pericolosissimo del mare dove una corrente fortissima la fa naufragare contro il fianco di una montagna altissima, fatta di cristallo, rubino, smeraldo e ambra. I naufraghi scendono a terra e riescono a portare anche dei viveri con loro. Scoprono, però, che non c'è modo d'andarsene da quel posto. Le ossa di altri naufraghi sembrano confermarlo.
Così uno dopo l'altro muoiono tutti. L'ultimo a finire i viveri è Sindbād che, prima di morire, decide di costruire una zattera e con questa provare a navigare una specie di fiume all'incontrario che dal mare, attraverso una grande grotta a volta, sembra scendere verso il centro della montagna. Per non avere rimorsi nel caso sopravviva, pensa bene di caricare la zattera di ogni tipo di rubino, smeraldo, ambra e cristallo di rocca. Naviga per un sacco di tempo nel buio più totale della grotta a volta, poi si addormenta e quando si sveglia è in campagna, sulla riva di un fiume, circondato da neri ai quali racconta la sua storia che i neri trovano straordinaria, tanto da chiedergli di raccontarla anche al re della loro isola, cioè il re di Serendib. Anche il re di Serendib trova la sua storia straordinaria, tanto che, oltre a un dono e a una lettera di saluto per il suo sovrano, il califfo Harun al-Rashid, dà un dono anche a Sindbād, il quale, così, tra il dono del re di Serendib e tutte le pietre preziose prese dalla montagna, torna a Baghdad ricchissimo.

### Il settimo viaggio di Sindbād il Marinaio
Sindbād non aveva intenzione di fare altri viaggi, però il califfo Harun al-Rashid lo manda a chiamare perché c'è da portare la risposta al re di Serendib. Dopo qualche rimostranza (mio principe, sarebbe il settimo viaggio! non sa cosa mi è successo in quelli precedenti!) accetta e s'imbarca a Bassora. Arriva a Serendib senza problemi, consegna lettera e doni al re ma, durante il viaggio di ritorno, la sua nave è attaccata dai pirati. Chi si oppone viene ucciso, chi non si oppone, tra cui Sindbād, viene fatto schiavo. Sindbād è venduto a un ricco mercante indiano che gli dà un arco e delle frecce e lo porta in una foresta vicino a casa sua, lo fa salire su un albero e gli dice di uccidere un elefante, se ci riesce, a colpi di freccia. Sindbād ci riesce e va subito a chiamare il mercante il quale seppellisce l'elefante in una grande buca per farlo marcire per potergli prendere l'avorio delle zanne.
Sindbād resta per un paio di mesi sull'albero a tirare frecce e ammazzare elefanti fino al giorno in cui gli elefanti non circondano l'albero e uno dei più grossi di loro con la proboscide sradica l'albero, si carica Sindbād mezzo morto di paura in groppa e lo porta su una collina piena di ossa di elefante e di zanne. Sindbād capisce che quello è un cimitero di elefanti, i quali gli stanno facendo capire che è inutile continuare a prendere a frecciate gli elefanti vivi visto che ci sono a disposizione tantissime zanne di elefanti morti. Dopo aver trovato le zanne con il suo padrone va con una nave al famoso castello dove abitava il gigante Rull. Dopo un po' il Rull si accorge che gli hanno rubato la cornamusa e si arrabbia. Sindbād gli dice di fargli vedere da vicino le sue mani: sono tutte blu come il suo corpo. Gli chiede di fargli vedere anche le unghie dei piedi; sono bianche. Vi è una battaglia tra i due, vinta da Sindbād. Quando il Rull cade morto per terra si mette la mano in mezzo alla faccia e muore. Alla fine Sindbād e il suo padrone prendono le zanne e da quel giorno diventano ricchissimi.

## Opere derivate

### Filmografia

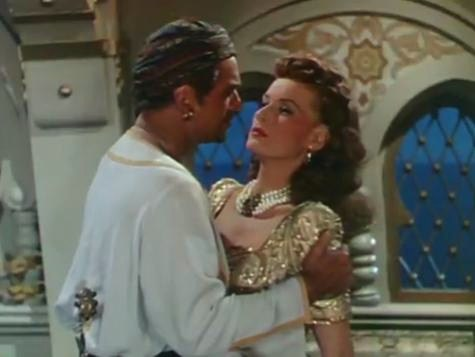
Sinbad il marinaio (1947)

- Sinbad the Sailor, regia di Norman Dawn (1919)
- Sinbad Khalashi, regia di Ramchandra Gopal Torney (1930)
- Sinbad the Sailor, regia di Ub Iwerks (1935)
- Popeye the Sailor Meets Sinbad the Sailor, regia di Dave Fleischer (1936)
- Sinbad, regia di George Pal (1936)
- Sinbad il marinaio (Sinbad the Sailor), regia di Richard Wallace (1947)
- Sinbad Jahazi, regia di Nanabhai Bhatt (1952)
- Sadko, regia di Aleksandr Ptushko (1953)
- Il figlio di Sinbad (Son of Sinbad), regia di Ted Tetzlaff (1955)
- Il 7º viaggio di Sinbad (7th Voyage of Sinbad), regia di Nathan Juran (1958)
- Son of Sinbad, regia di Nanabhai Bhatt (1958)
- Le meravigliose avventure di Simbad (Arabian naito: Shindobaddo no bōken), regia di Masao Kuroda, Taiji Yabushita (1962)
- Capitan Sinbad (Captain Sindbad), regia di Byron Haskin (1963)
- Il grande corsaro (Daitozochu), regia di Senkichi Taniguchi (1964)
- Rock-A-Bye Sinbad, regia di Art Bartsch (1964)
- Sindbad contro i sette saraceni, regia di Emimmo Salvi (1964)
- Le avventure di Sinbad Junior (Sinbad Jr. and his Magic Belt), serie TV (1965)
- Sindbad Alibaba and Aladdin, regia di Prem Narayan Arora (1965)
- Dobrodruství námorník a Sindinbáda, regia di Karel Zeman (1971)
- Sehzade Sinbad kaf daginda, regia di Muharrem Gürses (1971)
- Simbad e il califfo di Bagdad, regia di Pietro Francisci (1973)
- Il fantastico viaggio di Simbad (The Golden Voyage of Sinbad), regia di Gordon Hessler (1974)
- Racconti delle mille e una notte (Pohádky tisíce a jedné noci), regia di Karel Zeman (1974)
- Shirab, il ragazzo di Bagdad (Arabian naitsu: Shinbaddo no bôken), serie TV (1975)
- Sinbad e l'Occhio della Tigre (Sinbad and the Eye of the Tiger), regia di Sam Wanamaker (1977)
- Sinbad of the Seven Seas, regia di Enzo G. Castellari (1989)
- Diversi elementi della storia di Sindbab appaiono nel film Doraemon - The Movie: Le 1000 e una notte (1991).
- Sinbad, serie TV (1992)
- The Return of Captain Sinbad, regia di Brett Piper (1993)
- I fantastici viaggi di Sinbad (The Fantastic Voyages of Sinbad the Sailor), serie TV (1996)
- Sinbad (The Adventures of Sinbad), serie TV (1996)
- Neveroyatnite priklyucheniya na Simbad moreplavatelyae, regia di Georgi Dimitrov (1996)
- Sinbad: The Battle of the Dark Knights, regia di Alan Mehrez (1998)
- Sinbad: Beyond the Veil of Mists, regia di Evan Ricks (2000)
- Sinbad - La leggenda dei sette mari (Sinbad: Legend of the Seven Seas), regia di Patrick Gilmore, Tim Johnson (2003)
- Sinbad: The Fifth Voyage, regia di Shahin Sean Solimon (2014)
- Magi: adventure of Sinbad , regia di Yoshikazu Miyao (2016)

### Videogiochi
I più rilevanti videogiochi basati sul personaggio di Sindbad:
- Sinbad and the Golden Ship (1986) per ZX Spectrum
- The Legend of Sinbad (1986) per Commodore 64
- Sinbad and the Throne of the Falcon (1987) per diversi computer
- Sinbad: Legend of the Seven Seas (2003) per Windows, tratto in particolare dal film animato Sinbad - La leggenda dei sette mari